# Rezerwat przyrody Lipno i Lipionko

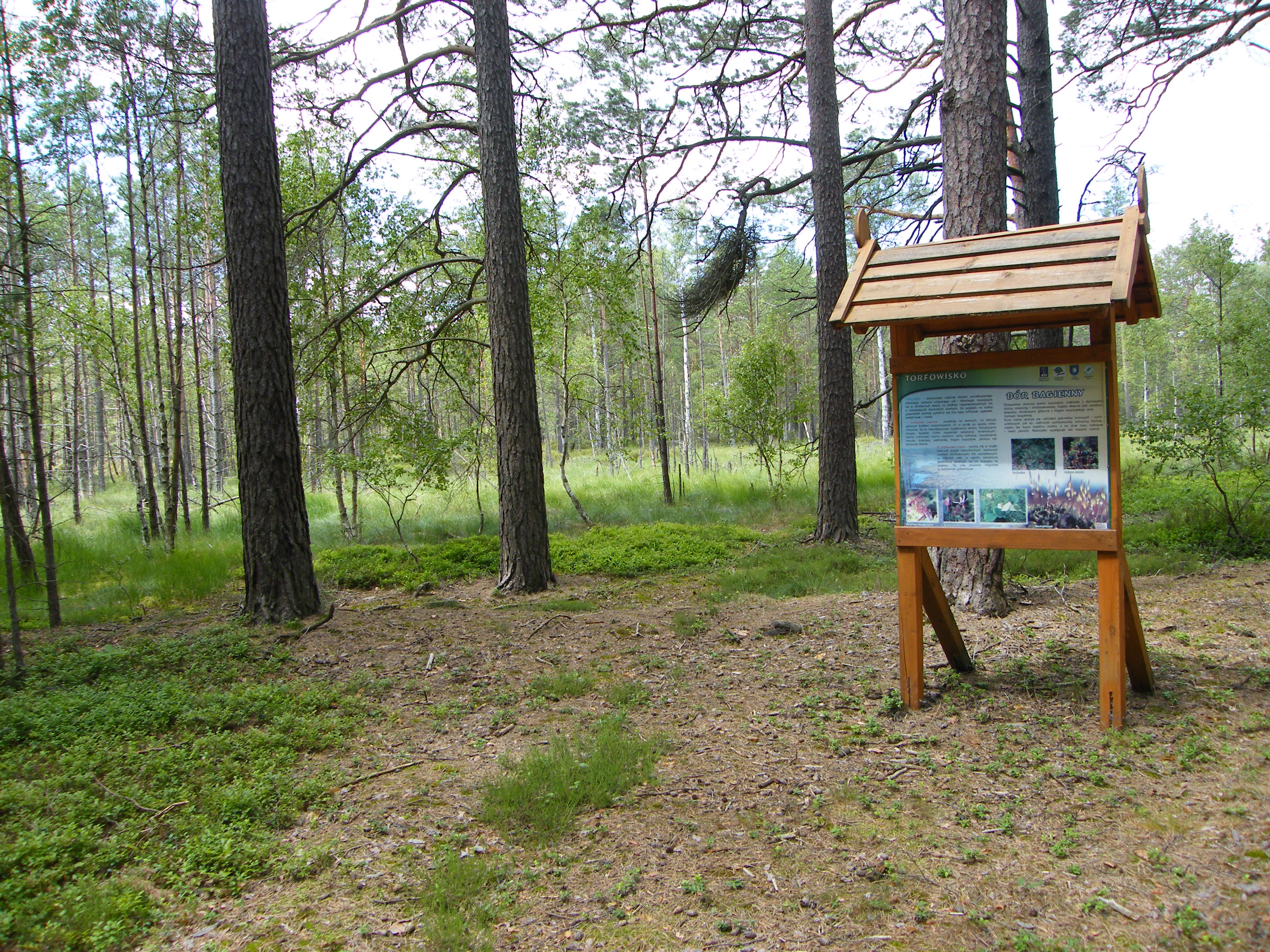
Tablica nr 3 na trasie przyrodniczej ścieżki rowerowej „Pętla Lipno”, a za nią znajdują się tereny torfowiskowe oraz 200 m w głąb znajduje się jezioro Lipionko.

Rezerwat przyrody Lipno i Lipionko – postulowany rezerwat ptasi i torfowiskowy na obszarze Wdzydzkiego Parku Krajobrazowego w kompleksie leśnym Borów Tucholskich, o powierzchni 100 ha. Ochroną rezerwatu objęte będą dwa zarastające jeziora wytopiskowe Lipno oraz Lipionko, a także otaczające je obszary błotno-torfowiskowe stanowiące miejsca lęgowe i żerowiska 43 gatunków ptactwa wodno-błotnego (m.in. brodźca krwawodziobego, brodźca samotnego, cyraneczki, gągoła, kobuza, kszyka, myszołowa, rybitwy czarnej, rybołowa i słonki).
Występuje tu ok. 70 gatunków roślin naczyniowych i 16 gatunków zarodnikowych, m.in. podlegające ochronie: grążel żółty, kruszyna pospolita, rosiczka okrągłolistna, widłak goździsty, widłak jałowcowaty, bagnica torfowa, czermień błotna i bagno zwyczajne. Najbliższa miejscowość to Piechowice.